# Organisation maritime internationale
Pour les articles homonymes, voir OMI et IMO.
L'Organisation maritime internationale (OMI ; en anglais : International Maritime Organization, IMO ; en espagnol : Organización Marítima Internacional, OMI) est une institution spécialisée de l'Organisation des Nations unies (ONU), spécialisée dans les questions maritimes relatives à la navigation. Son siège se situe à Londres.

## Historique

États membres
Membres associés
Candidat

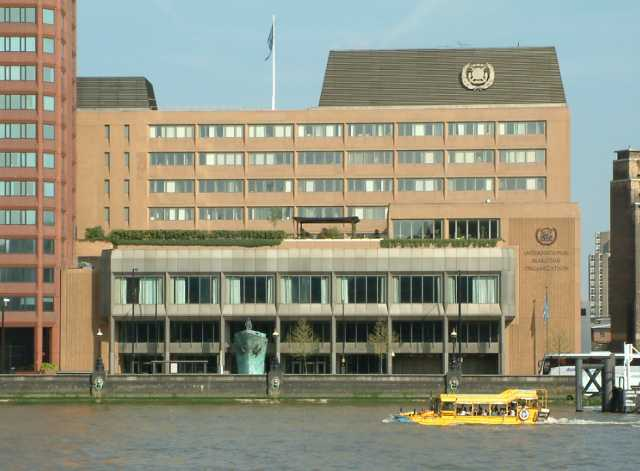
siège de l'OMI à Londres.

L'OMI a été créée en 1958 sous le nom d'Organisation maritime consultative intergouvernementale (OMCI). Elle a changé de nom en 1982.
En juillet 2023, l'Organisation maritime internationale présente un rapport stratégique et décide de statuer sur un objectif simple : la neutralité carbone pour 2050 et l’utilisation de combustibles de substitution d'ici à 2030.

## Buts de cette organisation
- Collaboration entre les États membres dans le domaine de la réglementation maritime.
- Adoption des normes de sécurité.
- Prévenir les pollutions du milieu marin par les navires et installations portuaires.
- Encourager l’abandon des mesures discriminatoires, en vue de mettre les ressources des services maritimes à la disposition du commerce mondial sans discrimination.

## Composition
L’OMI compte 174 membres (2017) et trois membres associés : Hong Kong (Chine), Macao (Chine) et les Îles Féroé (Danemark).

## Fonctionnement
L’assemblée, composée de tous les États membres, se tient tous les deux ans.
Le conseil dirige les travaux de l’OMI. Il est composé de quarante membres élus pour deux ans par l’assemblée.
Le secrétaire général est élu par l’assemblée pour un mandat de quatre ans.
| Nom                             | Pays         | Mandat    |
| ------------------------------- | ------------ | --------- |
| Ove Nielsen (d)                 | Danemark     | 1959-1961 |
| William Graham (d)              | Royaume-Uni  | 1961-1963 |
| Jean Roullier (d)               | France       | 1964-1967 |
| Colin Goad (d)                  | Royaume-Uni  | 1968-1973 |
| Chandrika Prasad Srivastava (d) | Inde         | 1974-1989 |
| William O'Neil (d)              | Canada       | 1990-2003 |
| Efthymios Mitropoulos (d)       | Grèce        | 2004-2011 |
| Koji Sekimizu (d)               | Japon        | 2012-2015 |
| Kitack Lim (d)                  | Corée du Sud | 2016-2023 |
| Arsenio Dominguez Velasco (d)   | Panama       | 2024-     |

Ses effectifs sont d’environ 300 fonctionnaires internationaux.

## Comités et sous-comités
Les comités et sous-comités sont responsables de la réalisation des travaux de l’OMI et édictent à cet effet des règles auxquelles les États Membres doivent se conformer.
Le premier comité à avoir été créé est le comité de la sécurité maritime. Il est responsable de la sécurité de la construction, de l’équipement et des opérations des navires de la marine marchande. C’est le comité le plus technique de l’OMI. Il gère le travail de sous-comités et leur soumet de nouveaux thèmes de discussion. Il s’occupe principalement de l’étude de l’influence humaine dans les accidents maritimes. Il a aussi créé le code international pour la sûreté des navires et des installations portuaires (ISPS) qui s’assure que les procédures adéquates soient mises en œuvre à bord.
Le comité de la protection du milieu marin (CPMM), qui est chargé de coordonner les activités de l’Organisation dans le domaine de la prévention et de la maîtrise de la pollution, a été créé par l’assemblée de l'OMI en novembre 1973. Il est responsable de la convention Marpol qui a pour objectif de limiter les pollutions accidentelles et opérationnelles des navires. C’est ce comité qui a obligé tous les pétroliers à naviguer avec une double coque, pour limiter le risque de pollution en cas d’accident.
Ces deux comités dirigent un certain nombre de sous-comités dont le nom indique le domaine d’activité : sécurité de la navigation (sous-comité NAV) ; radiocommunications, recherche et sauvetage (sous-comité COMSAR) ; formation et veille (sous-comité STW) ; transport des marchandises dangereuses, des cargaisons solides et des conteneurs (sous-comité DSC) ; conception et équipement du navire (sous-comité DE) ; prévention de l’incendie (sous-comité FP) ; stabilité et lignes de charge et sécurité des navires de pêche (sous-comité SLF) ; application des instruments par l’État du pavillon (sous-comité FSI) et liquides et gaz en vrac (sous-comité BLG).
Le comité juridique a été constitué pour traiter des problèmes juridiques soulevés par l’accident du Torrey Canyon en 1967 et est devenu ensuite un comité permanent chargé d’examiner toute question juridique qui relève de la compétence de l’Organisation.
Le comité de la coopération technique coordonne les activités d’assistance technique que l’OMI mène, notamment au profit des pays en développement pour leur permettre d’appliquer les mesures techniques imposées par l’OMI.
Le comité de la simplification des formalités est chargé de faciliter le trafic maritime international en réduisant les formalités et en simplifiant les documents requis par les ports ou autres terminaux à l’arrivée et au départ des navires.

## Principaux instruments juridiques
Les principaux instruments obligatoires de droit maritime de l'OMI sont :
- Convention Solas (sauvegarde de la vie humaine en mer)
- Convention internationale de 1966 sur les lignes de charge
- Convention internationale de 1969 sur le jaugeage des navires
- Convention Marpol (Pollution marine)
- Règlement international pour prévenir les abordages en mer de 1972.
- Convention SAR
- Convention de Londres
- Convention internationale sur la préparation, la lutte et la coopération en matière de pollution par les hydrocarbures, dite OPRC
- Convention STCW 78, modifiée en 1995 (STCW 95) et par les amendements de Manille (2010) (en anglais : Convention on Standards of Training, Certification and Watchkeeping for Seafarers - STCW)